# Paul Cullen
Paul Cullen (irl. an Cairdinéal Pól Ó Cuilinn, ur. 29 kwietnia 1803 w Prospect w hrabstwie Kildare, zm. 24 października 1878 w Dublinie) – irlandzki duchowny katolicki, kardynał, arcybiskup Dublina, wuj Patricka Francisa Morana.

## Życiorys
19 kwietnia 1829 w Rzymie przyjął święcenia kapłańskie. W latach 1832–1849 był rektorem Kolegium Irlandzkiego w Rzymie. 8 stycznia 1850 został wybrany arcybiskupem Armagh (urząd powiązany z tytułem prymasa całej Irlandii). Sakrę przyjął 24 lutego 1850 w Rzymie z rąk kardynała Castruccio Castracane degli Antelminelliego (współkonsekratoratorami byli arcybiskup Carlo Luigi Morichini i biskup John Thomas Hyne). 3 maja 1852 objął stolicę metropolitalną Dublina (powiązaną z tytułem prymasa Irlandii), na której pozostał już do śmierci. 22 czerwca 1866 Pius IX wyniósł go do godności kardynalskiej. Uczestniczył w obradach soboru watykańskiego I. Nie brał udziału w Konklawe 1878 wybierającym Leona XIII.